# David Kneeland
David Kneeland (David Joseph Kneeland; * 3. Dezember 1881 in San Francisco; † 15. November 1948 in Winthrop, Massachusetts) war ein US-amerikanischer Marathonläufer.
Bei den Olympischen Spielen 1904 in St. Louis wurde er Sechster.
1906 wurde er beim Boston-Marathon Zweiter in 2:45:51 h.